# Turnverein Großwallstadt 1888
TV Großwallstadt é uma equipe de andebol de Großwallstadt, na Alemanha . Atualmente, o TV Großwallstadt compete no Segunda divisão Alemã de Handebol e na Copa da Alemanha de Handebol.

## Titulos
Lista atualizada em 2013.
- Campeonato Alemão de Handebol: 6

1978, 1979, 1980, 1981, 1984, 1990
- Copa da Alemanha de Handebol: 4

1980, 1984, 1987, 1989
- EHF Champions League: 2

1979, 1980
- Copa dos campeões da EHF: vice-campeão: 2
  - 1986, 1988
- Copa da EHF: 1
  - 1984
- EHF Challenge Cup: 1
  - 2000
- Campeonato Europeu de Clubes: 1
  - 1980
- Campeonato Europeu de Clubes: Vice-campeão: 1
  - 1979

## Elenco 2012/2013
Lista atualizada em 2013./ 
| Nr. | Nome                     | Nacionalidade |
| --- | ------------------------ | ------------- |
|     | Martin Galia             | Chéquia       |
|     | Johannes Klimmer         | Alemanha      |
| 33  | Andreas Wolff            | Alemanha      |
| 10  | Jonathan Eisenkrätzer    | Alemanha      |
|     | David Graubner           | Suíça         |
| 24  | Rúnar Kárason            | Islândia      |
| 23  | Oliver Köhrmann          | Alemanha      |
| 66  | Marius Liebald           | Alemanha      |
| 32  | Cornelius Maas           | Alemanha      |
| 77  | Chen Pomeranz            | Israel        |
| 31  | Patrick Schmidt          | Alemanha      |
| 6   | Michael Thiede           | Alemanha      |
| 44  | Florian Eisenträger      | Alemanha      |
| 11  | Maximilian Holst         | Alemanha      |
| 22  | Steffen Kaufmann         | Alemanha      |
| 2   | Michael Spatz            | Alemanha      |
|     | Steffen Bühler           | Alemanha      |
| 14  | Sverre Andreas Jakobsson | Islândia      |
| 13  | Joakim Larsson           | Suécia        |